# ハスター
ハスターもしくはハストゥル、ハストゥール（Hastur）は、アンブローズ・ビアスの著作やクトゥルフ神話などに登場する「なにか」の名称。ハスターは「名状しがたいもの」とも呼ばれ、ほぼ邪神の名前として定着している。
作品によって、神、人、土地などを指す名称として用いられているのだが、これは段階的に意味が変わっているためである。もともとはアンブローズ・ビアスが創造した謎の固有名詞であった。ロバート・W・チェンバースは自作に取り込んだが、意味が変わっている。続いてハワード・フィリップス・ラヴクラフトも自作へと導入した。ハスターはラヴクラフト神話に含まれる。
今日のハスター像を確立させたのはオーガスト・ダーレスであり、名状しがたいものハスターはクトゥルフ神話の邪神として知られるようになっている。

## クトゥルフ神話におけるハスター

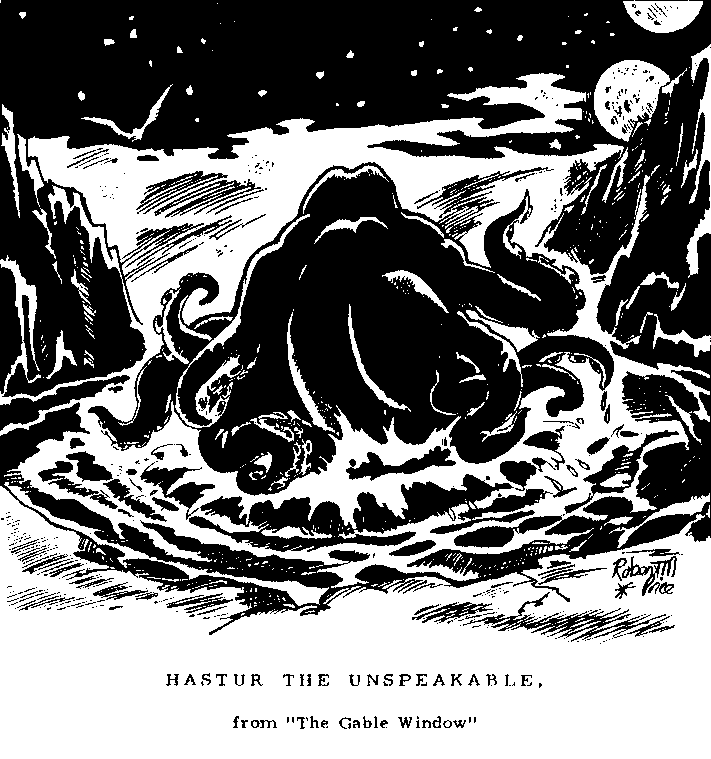
「名状しがたいものハスター」ハリ湖の生物
オーガスト・ダーレス作『破風の窓』
ロバート・M・プライス画

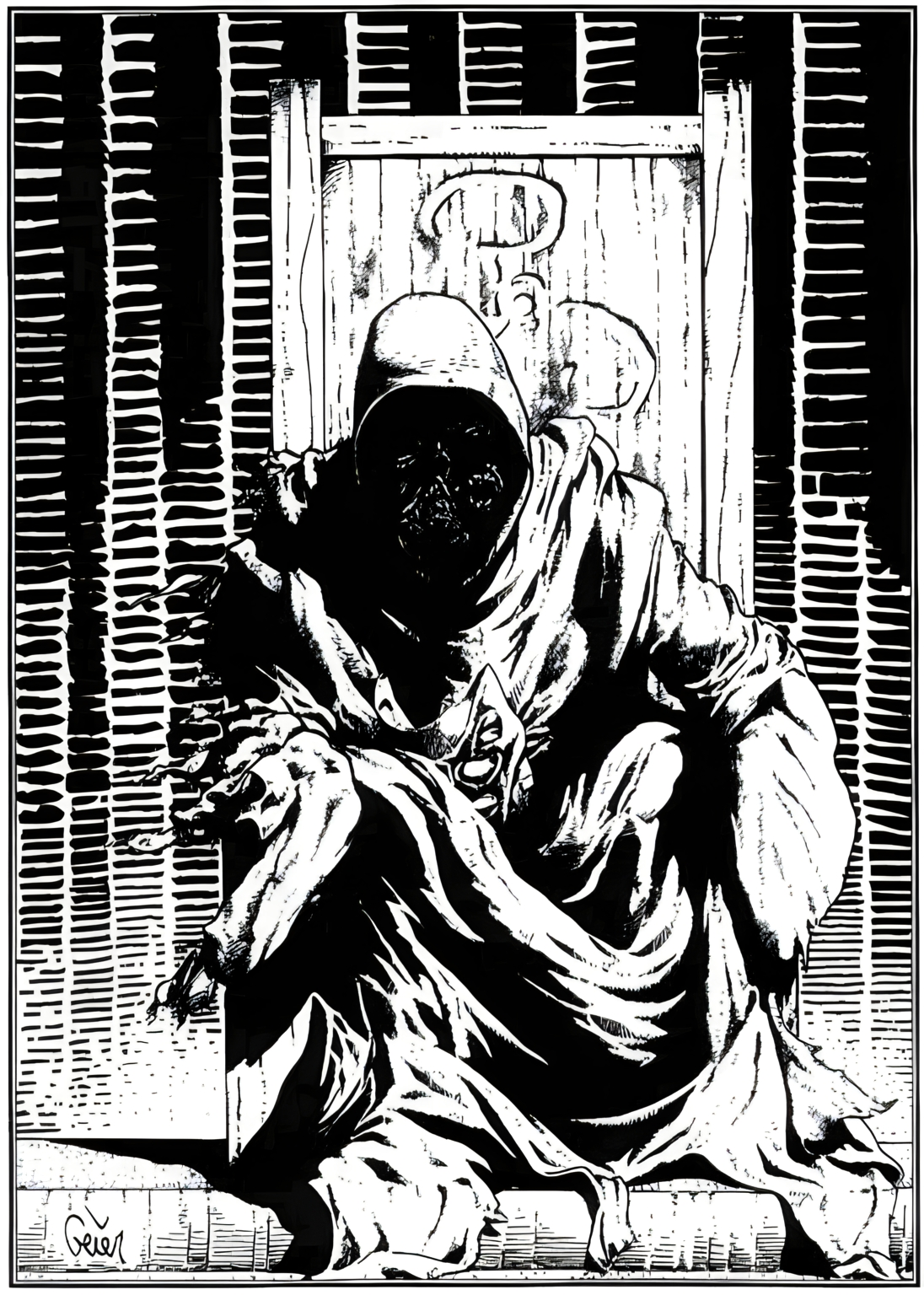
「黄衣の王」
クトゥルフ神話TRPG『襤褸を纏いし者』（Tatterdemalion・未訳） 背後には「黄の印」が描かれている

クトゥルフ神話において、ハスターは神の名前であり、旧支配者（グレート・オールド・ワン）と呼ばれる強大な力を持った存在の一員とされる。四大霊の「風（大気)」に結び付けられる。ハスターの異名として、「名状しがたいもの（The Unspeakable One）」、「名づけざられるもの（Him Who is not to be Named）」、「星間宇宙の帝王」、「邪悪の皇太子（Prince of Evil）」などがある。
ヨグ＝ソトースを父にもつ邪神たちの一体とされる。四大霊「水」の邪神クトゥルフとは半兄弟とされるが、ハスターとクトゥルフは対立しているという。
ハスターはおうし座の星々と関わりがある（後述）。
クトゥルフ神話時代となってからも、ビアスやチェンバースの設定が死んでいるわけではなく、一例としてリン・カーターはビアスの設定を再利用し、ハスターをカルコサにおける羊飼いの神として言及している。

### 容姿・化身
ハスターの姿がどのようなものであるかは、詳細は不明である。目に見えない力である、触手に覆われた200フィート大の直立したトカゲである、蝙蝠に似る、ハリ湖に棲むタコに似た巨大生物と関連している、などの説がある。
「黄衣の王」という怪物はハスターの化身であるとも言われる。
ハスターは生身の人間にも取り憑く。犠牲者の体は、膨らみ魚類の鱗のようなものに覆われ、手足から骨が無くなり流動体のように変形してしまう。

### 眷属
ハスターは「風」の神性の首領とされる。「風」の神々には、イタカおよびロイガーとツァールが属している。
その他に、バイアクヘーと呼ばれる有翼生物がハスターに仕えている。ハスターを讃える呪文を唱えることで、バイアクヘーを召喚することができる。
「風（大気）」が具体的に何を指すのかはよくわかっておらず、一説では星間飛行能力を指す。

### 設定の変遷
クトゥルフ神話へのハスターの登場は、ハワード・フィリップス・ラヴクラフトが1930年に執筆した『闇に囁くもの』が最初である。同作品にはビアスやチェンバースの作品からの名称が積極的に取り入れられている。しかし、同作品では固有名詞「ハスター」が何を指すかは明示されていなかった。
オーガスト・ダーレスが『ウィアード・テイルズ』（以下WT）1932年8月号で発表した『潜伏するもの』において、ハスターは初めて神として言及され、旧神に反逆してハリ湖に封印されたとの設定が追加されたが、あくまで簡単な説明にとどまった。神話への本格的な登場は、ダーレスがWT1939年3月号で発表した『ハスターの帰還』においてであり、同作品においてクトゥルフとの対立が設定され、作品終盤においてはクトゥルフと直接対峙する場面まで描かれた。。
一方、同時期にWTに作品を発表していた作家ヒュー・B・ケイヴの作品でもハスターの名前が登場している。ケイヴの『暗黒魔術の島』（1934）や『臨終の看護』（1939）においてハスターは「邪悪の皇太子」と呼ばれており、それらの作品では悪魔の類のように見える。
ダーレスの連作短編『永劫の探究』（1944-1952）においては、ハスターがクトゥルフと対立しており、クトゥルフへの憎悪のために人類に手を貸すこともあるということが明確に述べられている。また、ハスターに仕えるバイアクヘーが登場したのも同シリーズである。。
ハスターをヨグ＝ソトースやシュブ＝ニグラスと結びつけたのは、リン・カーターである。カーターが1976年に発表した『陳列室の恐怖』にて、ハスター/クトゥルフ/ヴルトゥームの三神がヨグ＝ソトースの異母息子達であるという設定が示されている。
チェンバースの作品に登場する『黄衣の王』をハスターの化身と設定したのは、ケイオシアム社から発売されているクトゥルフ神話TRPGである。同ゲームでは他にもいくつかのハスターの化身が設定されている。
ダーレス設定に限定しても、そのあまりの正体不明・名状しがたさに、ロバート・M・プライスは、風の精にして水棲生物の特徴という意味不明さと、人類を援助しすぎなことからクトゥルフのライバルよりも素直に旧神カテゴリでよかったのではないかとまで指摘している。
ジョン・タインズのハスター像は異なる。曰く、ハスターとは旧支配者にあらず、エントロピーの力だという。破壊の力と言い換えることができ、性質は内部から崩す自滅性である。ハスターによって全てがだめになる。ハスター現象はあくまで原理であり知性体ではないにもかかわらず、ハスターの破壊は狡猾な悪魔のようであるため、ハスターという神がいるかのように錯覚する。ハスターが思考に作用すると、起点としては脳内でわずかな分子が動いただけで、目に見える結果としては、あらゆる物事が台無しになる。加えてその狂いは、容易に他人へと感染し、正気は失われ、熱狂がうねりとなる。黄衣の王という本も、狂いを感染させるための媒介である。
ハスターの名前を話すと破滅するというアイデアは、Deities & Demigodsの『The Deities and Demigods Cyclopedia』を初出とし、後にクトゥルフ神話TRPGにも導入された。

### ハスター神話・黄衣の王・カルコサ
若年のダーレスはラヴクラフトに心酔し、ジャンル名を「ハスター神話」にしたらどうかと提案したことがある。この案は却下となるが、ダーレスの方はハスターを長とする風邪神の神話を書くようになった。当時のラヴクラフトが範としていたのはダンセイニ卿のペガーナ神話であったが、後にラヴクラフト作品はクトゥルフの神話と呼ばれるようになり、ダーレスは風邪神神話を書かなくなりクトゥルフ神話を書くようになる。
クトゥルフ神話内でも、ハスター作品はワンジャンルを形成しており、英語圏では『The Hastur Cycle』という作品集も刊行されている。ハスター神話のもう一方で黄衣の王とカルコサもワンジャンルをなしており、さらにこれら2つは重複もしている。
ダーレスによるハスター作品は数作、確実なメイン作品が1作ある。風邪神神話だと、イタカが3作、ロイガーが2作、ツァールが1作。
クトゥルフとハスターは対応しているかのようだが、クトゥルフ/ルルイエ/ダゴン/深きものどもとハスター/カルコサ/黄衣の王/バイアクヘーが綺麗に対応しているかといえばそういうこともない。

### 日本において
ゲーム『ラプラスの魔』に登場し、姿は脳みそめいた胴体に単眼、牙、触手を備えた怪物であった。決定論を司る全知の神であり「ラプラスの魔」そのものである。タインズハスターとは完全に矛盾する。小説版では怪物どころか「世界が神ハスターの見ている夢」であるため倒しようがなく、クトゥルフを召喚して夢世界を壊すという奇策を用いた。
邪神伝説シリーズのハスターは風を支配する、胴体から首、手足、触手を伸ばした怪物である。

### 主な登場作品
ダーレスより前
- 羊飼いハイタ（アンブローズ・ビアス、1893）
- 闇に囁くもの（ハワード・フィリップス・ラヴクラフト、執筆1930/発表1931）

ダーレス以降
- ハスターの帰還（オーガスト・ダーレス、執筆193X/発表1939）
- 永劫の探究（オーガスト・ダーレス、1944-1952）
- 破風の窓（オーガスト・ダーレス、1957）
- タイタス・クロウの帰還 3部9章（ブライアン・ラムレイ、1975）
- ラプラスの魔（ハミングバードソフト、シナリオ安田均、1987）、同小説版（山本弘、1988）
- 邪神伝説シリーズ「ケイオスシーカー・渚事件簿シリーズ」（矢野健太郎、1988-1993）

## 星辰
ハスターはしばしばおうし座にあるヒアデス星団およびアルデバランと関連付けられ、ヒアデス星団に存在する古代都市カルコサの近くにある「黒きハリ湖」に棲んでいる、あるいは幽閉されているとされる。また、プレアデス星団のセラエノ（ケラエノ）には大図書館がありハスターの支配下にある。
おうし座にはヒアデス星団、アルデバラン、すばる（プレアデス星団）などが含まれる。クトゥルフ神話では、アルデバランにハリ湖とカルコサの都市があると設定されている。
おうし座のいくつかの恒星からは惑星が発見されている。
異説として、セラエノ大図書館を旧神の領地とすることもある。
日本の『クトゥルー・オペラ』ではハストゥール（ハスター）と星辰の独自の掘り下げがある。ヒアデス星団中には二重恒星、未知の中性子星、放浪惑星カルコサが存在する。カルコサ星の極低温液体ヘリウムがハリ湖であり、旧神は液体ヘリウムでハスターを冷凍封印した。ハスターは風の精ゆえ、星間物質や恒星の水素ガスを意のままに操る。最終的には、主人公の少年少女たちの科学と超能力を駆使した知恵により撃破されている。

## アンブローズ・ビアス『カルコサの住民』
アンブローズ・ビアスの著作においては、1891年に発表された短編『羊飼いのハイータ（原題：Haita the Shephered）』にハスターの名前が登場している。この作品におけるハスターは羊飼いたちの神であり、恵み深い神として描かれている。

### 概要
アンブローズ・ビアスが1893年作品に発表した作品。青心社『クトゥルー3』に東谷真知子訳で収録されている。青心社文庫版で6ページの短編。
冒頭に、予言者ハリの言葉が引用されている。この固有名詞ハリは、クトゥルフ神話では湖とされている。固有名詞ハリとハスターは、ビアスが本作品および『羊飼いハイタ』にて意味ありげに言及したものであり、大瀧啓裕は青心社文庫3巻あとがきに『クトゥルー神話 逆転の発生学』と題して解説している。

### あらすじ
歴史ある都カルコサの住民であるホセイブ・アラル・ロバルディンは、発熱して譫妄に陥り、ベッドを飛び出したあげくに、荒涼とした平地へとさまよい込む。枯草と岩だらけのここが、どこなのか、どうやって来たのか、まったくわからない。野生の大山猫がさまよい、梟が鳴く。獣皮をまとった蛮人らしき男が歩いてきたため、ホセイブは話しかけるも、無視される。どうやら相手には、ホセイブの姿が見えてすらいない。空にはアルデバランとヒアデス星団が輝いている。やがてホセイブは朽ち果てた墓石を見つけ、自分の名が刻まれていることを確認し、この場所が、カルコサの廃墟であることを悟る。
最後に、霊媒ベイロレスがホセイブの霊から聞き取った話を記録する。

## ロバート・W・チェンバース『黄の印』
ロバート・W・チェンバースの著作においては、1895年に発表された短編集『黄衣の王（原題：The King in Yellow）』にハスターの名前が登場する。いくつかの短編にハスターの名前が登場しているが、その名称が具体的に何を指すかは不明である。アルデバランやヒアデスと並べて記されており、星あるいは都市の名前とする解釈がある。また、短編『イスの令嬢（原題：The Demoiselle D'Ys）』には人間の鷹匠としてハスターの名前が登場している。
『黄衣の王』では、ビアスの作品からハスター以外にもいくつかの単語が取り入れられている。ビアスの『カルコサの住民（原題：An Inhabitant of Carcosa）』から取られた「カルコサ」「ハリ」といった単語が『黄衣の王』ではハスターと関連付けられている。
「黄の印」は、作中では縞瑪瑙のメダルとされている。『クトゥルフ神話TRPG』では「黄の印」が歪んだ三つ巴のような図案でデザインされている。

### 概要
ロバート・W・チェンバースの1895年の短編集『黄衣の王』に収録された。この短編集は、チェンバースの出世作となった。
架空の戯曲『黄衣の王』からの引用詩という冒頭部と、筆者ビアス宛の匿名の手紙3章から構成されている。
ビアスが創造したハスターとハリを、チェンバースは短編集『黄衣の王』で頻繁に言及した。大瀧啓裕は青心社文庫3巻あとがきに『クトゥルー神話 逆転の発生学』として解説している。

### あらすじ
画家スコットは、アトリエの向かいに建つ教会から聞こえてくる説教や讃美歌が騒音として苦々しく、また青白い顔の夜警の男を不気味に思う。気が散って描きかけの絵をだめにしてしまったことで、不気味な男に不満を抱いていることをモデルのテッシーに吐露すると、テッシーは自分が見た夢について語る。夢の中では、スコットが霊柩馬車の棺に納められ、御者をしていたのがあの男だったと言う。雇いのトーマスもまた、夜警を不気味に思い、殴りつけていた。そのとき彼の指がもげ、トーマスはもう彼に近寄りたくないということをスコットに語る。スコットが遠目で男を見ると、男の指が一本欠けているのが確認でき、気分が悪くなる。
テッシーはある男にのぼせ、嬉々としてスコットに語る。話を聞くスコットは、彼女が自分のようなクズ男に惚れずにすばらしい人物と結ばれることを願う。スコットはテッシーに、自分が見た夢を語る。それはテッシーが語った夢の、棺の中にいたスコットの視点からのものであり、単に彼女の話がスコットに影響を及ぼしたというだけのものであるが、聞いたテッシーは泣き出す。スコットは己の愚かさを反省し、テッシーをなぐさめる。するとテッシーは愛の告白をしてきて、スコットは軽率にもキスで返事をする。我に返ったスコットは、自分が彼女には不釣り合いであり、結ばれても二人とも不幸になるだけと予測して思い悩む。
夜、夜警の男が「黄の印を見つけたか」と口にするのをスコットは聞き、意図をつかめずにただ腹を立てる。
テッシーのスコットへの態度は、恋人に対してのものへと変わる。スコットは彼女に衣装と金鎖のロザリオをプレゼントし、テッシーはメダルをプレゼントする。入手元を問うスコットに、テッシーは霊柩車の夢を見た日に拾ったものだと回答する。翌日、図書室でテッシーが本「黄衣の王」を読もうとしているのを見たスコットは必死で制止する。しかし逆に好奇心を煽られた彼女は読んでしまう。呆然とする彼女を見つけたスコットもまた、本に目を通して読み切る。2人は本を読んだことで、メダルに刻まれていたものが不吉なる<黄の印>ということを理解した。テッシーはメダルを捨ててくれと頼むが、スコットは自分でもわからない理由で捨てなかった。2人がハスターとカシルダのことを話している間、窓ガラスの外では霧がハリの岸辺の雲の波のようにうねっていた。
黒い羽根飾りをつけた霊柩馬車がやって来て、スコットのアパートの前で停まる。教会の夜警が現れ、テッシーを殺し、スコットを殴りつけて息絶える。絶叫をききつけたアパートの住人たちがスコットの部屋に入ってきたとき、死にかけたスコットと、2人の死者を発見する。死体の片方、夜警の男は、もう何か月も前に死んでいるとしか思えないほどに腐乱したものであった。

### 主な登場人物
- スコット（ぼく） - 語り手。画家。カトリック。アパートに自宅とアトリエを構える。甲斐性無しの自覚がある。
- テッシー・リアンダー - フランス出身のモデル。スコットとは3年間付き合いがある。信心深いカトリック。
- トーマス - 雇いのベルボーイ。イギリス人労働者で、兵役の経験があり、言葉にはコックニー訛りがある。
- 男 - 教会の夜警。死人のような顔をしている。テッシーやスコットの夢に、黒い羽のある霊柩馬車の御者として現れた。
- 「黄衣の王」 - 読んだ者を狂気へと追いやる戯曲。特に、2部は危険とされている。
- 「黄の印」 - 黒縞瑪瑙のメダル。

### 収録
- 『暗黒神話大系クトゥルー3』青心社、大瀧啓裕訳、『黄の印』単発で収録
- 『黄衣の王』創元推理文庫、大瀧啓裕訳、「黄衣の王」にまつわる4短編を収録
- 『黄衣の王』BOOKS桜鈴堂電子書籍、遠山直樹訳、「黄衣の王」にまつわる4短編を収録